# 魏森贝格数
魏森贝格数（Wi）是有關黏彈性流研究的無量綱，得名自卡爾·魏森貝格，是流體弛豫时间和特定程序時間的值。例如針對簡單的剪力流，魏森贝格数會縮寫為Wi或We，定義為剪切速率 {\displaystyle {\dot {\gamma }}} 和弛豫时间{\displaystyle \lambda }的乘積：
{\displaystyle {\text{Wi}}={\dot {\gamma }}\lambda .\,}
因為此數字是用計算應力演變的比例而來，因此可以選擇剪切速率或伸长率，或是長度尺度。
魏森贝格数類似底波拉數，在技術文件上常常造成混淆，但兩者的物理論釋也有所不同。魏森贝格数描述因變形後的各向异性及其方向，適用在只有簡單剪力的流場，底波拉數用來描述一不均勻拉伸速度下的的流場，表示彈性能儲存及消耗的速率。